# Абдалла аль-Ахмар
Абдалла аль-Ахмар (араб. عبدالله الأحمر‎; 1933, Йемен — 29 декабря 2007, Саудовская Аравия) — йеменский государственный и политический деятель, шейх племени Хашид.

## Биография

### Детство и юность
Родился в месяце Шаабан в месте Дхулайма, пренадлежащем племени Хашид в 1351 по Хиджре или 1 Января 1933. 
Его родители проводили большую часть времни в Санаа обсуждая с Имамом проблемы, которые создали для них Имам и государство.Его семья была крупными землевладельцами в данном регионе. В восемь лет он начал учиться читать и писать, и читать Коран. Двое его родственников были заложниками у Имама, который установил данную систему чтобы обеспечить лояльность племен. Племена, в том числе и племя Абдаллы Аль Ахмара- страдали от этой системы. Его отец- Хуссейн аль Ахмар, был заключен Имамом Ахмадом бин Яхьей за подозрение в нелояльности и поддержку повстанцев против власти имама Яхьи Хамид аль Дина.
Абдулла начал рано следить за хозяйством- в возрасте 12-13 лет. В то же время он начал пытаться деньгами и договорами уговорить имама освободить своих отца и брата, которые оба были заключенными в тюрьму- в течение этого процесса он провел год в заключении вместо своего отца, пока тот не вернулся, и убедил Имама дать несколько месяцев Хамиду бин Хуссейну- его брату- чтобы покипуть тюрьму, жениться и вернуться в тюрьму.  Абдулла поехал в Таиз, где продолжал лоббировать Имама за освобождение своих брата и отца. 

### Республиканский переворот
В 1950-х сопротивление Йеменцев против Имама возросло. Имам вернулся из поездки в Рим, куда уехал на лечение- и начал угрожать и арестовывать повстанцев и тех кого подозревал в нелояльности, в том числе ещё нескольких родственников Абдаллы. Имам начал компанию против бейт Аль-Ахмар, включающую массовый арест и уничтожение собственности семьи. Абдулла попал в тюрьму аль-Махабиша, где находился вплоть до революции 1962 года, всего однажды получив разрешение покинуть тюрьму. Покинув тюрьму, он направил усилие на объединение племени Хашид в революционном деле. 
В диспуте между Ас-Саллалем, который предлагал решить конфликт оружием и Аль-Зубайри встал на сторону Зубайри. После смерти Зубайри, в 1967 году Абдулла участвовал в пользу Коррекционного движения 5 Ноября.
Будучи вдохновленным Братьями мусульманами противостоял как роялистам так и секулярным революционерам.
В 1969 году шейх Абдулла бин Хусейн аль-Ахмар был избран спикером Народной ассамблеи Йеменской Арабской Республики, которая разработала постоянную конституцию страны и заложила основу закона Шуры (консультативного), на котором базировалась республиканская система. 
В 1970х проводил время в Каире где, возможно, укрепил связи с местным движением Братьев-мусульман.
Совет продолжал выполнять свои обязанности до тех пор, пока постоянная конституция не была приостановлена, а Совет не был закрыт в 1975 году. Абдулла принял  роль в передаче правления от Ириани, который будет позже убит посланником с Юга, к Аль-Хамди мирным путём.

### Объединение Йемена и создание партии Ислах.
В 1990х создал движение Ислах, основанное на идеях Братьев мусульман в который вошли Абд аль-Маджид Зиндани и сын Абдаллы Садик аль-Ахмар, который финансировал движение. 
В 1991м высказывался против вторжения военных сил Ирака в Кувейт, в отличии от Али Абдaллы Салеха.
Али Абдулла Салех использовал влияние дома Аль Ахмаров, чтобы удержать влияние на Севере. Однако, в 2010х между ним и домом аль Ахмар и членами партии аль-Ислах отношения ухудшились, что отразилось на кризисе 2011 года, когда Садик провозгласил, что Салех- не президент. 
Умер в ар-Рияде в 2007 году, после чего пост шейха племени Хашид перешел к его сыну Садику аль-Ахмару. 

## Политическая карьера
Участвовал в гражданской войне 1962—1970 годов на стороне республиканцев, командуя отрядами племени Хашед.
В 1964—1965 годах — министр внутренних дел ЙАР.
В 1971—1974 годах — председатель Консультативного совета ЙАР.
В 1977—1978 годах — заместитель председателя Совета командования ЙАР по делам племён.
В 1979 году был назначен членом Консультационного совета.
В 1993—2006 годах являлся Спикером Парламента Йеменской Республики, неоднократно переизбираясь в этой должности.
Скончался от рака в одном из госпиталей Эр-Рияда.